# Кински, Настасья
Наста́сья Агла́я Ки́нски (нем. Nastassja Aglaia Kinski, урождённая Накши́ньски (нем. Nakszyński); род. 24 января 1961[…], Западный Берлин) — немецкая актриса кино и телевидения. Лауреат премии «Золотой глобус» (1981), дважды лауреат премии Deutscher Filmpreis (1975, 1983). Известна исполнением главной роли в фильме «Тэсс» (1979) и ролей в фильмах Вима Вендерса. Дочь актёра Клауса Кински.

## Биография

### Детство
Родилась 24 января 1961 года в Западном Берлине в семье немецкого актёра Клауса Кински и Рут Бригитте Токки. Её мать работала продавцом в магазине, когда Клаус Кински познакомился с ней. Настоящее имя — Настасья Аглая Накшиньски. Отец назвал её именем двух героинь романа Достоевского «Идиот». Позднее она взяла себе псевдоним отца. Родители Настасьи разошлись в 1968 году. После их развода она жила с матерью в Мюнхене до 1971 года, в 1971 году — в Каракасе, с 1972 года — снова в Мюнхене. Актриса вспоминала, что в это время они испытывали финансовые трудности, её мать не работала, продавая оставшиеся вещи, они жили в автофургоне с любовником матери. Кински говорила, что ей приходилось воровать в магазинах продукты и мелкие вещи, которые она приносила матери домой. Её также ловили за безбилетный проезд в автобусах. Однако Кински уклонялась от уплаты штрафов и судебных повесток. Позднее, в 1978 году Кински была арестована в аэропорту, когда она возвращалась со съёмок картины «Оставайся собой», и ей пришлось провести около трёх месяцев в тюрьме для несовершеннолетних. В 1977 году Кински окончила гимназию имени Вилли Графа в Мюнхене, по её словам, она стала учиться всё хуже из-за работы, поэтому решила оставить школу и заняться самообразованием. Она говорила, что с 13 до 15 лет вела беспорядочный образ жизни: «Я была как дикий зверь… проводила ночи без сна и всё время ходила по вечеринкам», а её мать не мешала этому.
В 15 лет у неё началась любовная связь с кинорежиссёром Романом Полански. Полански обстоятельства знакомства в автобиографии описывал так: в 1976 году в Мюнхене он вместе со своим другом-журналистом пошёл на двойное свидание. В гостиничном номере его друг остался с девушкой Насти (Nasty), которая и была Кински (её имени режиссёр тогда не знал и не понимал по-немецки), а Полански досталась другая: «Я взял в постель другую девушку, потрясающую блондинку. К тому времени, как я встал, журналист уже ушёл. Насти дремала в кресле в гостиной. Я взял её за руку и отвёл назад в спальню. Мы больше никогда не повторяли это втроём, хотя после этого обеих девушек я видел много раз». В 1976 году Кински снялась в фотосессии для французского журнала Vogue, приглашённым редактором которого был Полански. Она была в роли захваченной пиратами принцессы, фотосъёмки с участием Полански проходили на Сейшелах. Полански вспоминал: «Мы надели ей черный парик и попытались сделать её смешной, а не прелестной, но это не получилось. У неё лицо, которое всегда выглядит интересно, когда вы фотографируете. В тот момент я подумал, что она будет настоящей кинозвездой. У неё один из тех образов, которые идеально подходят для кино. Но позже я понял, что она станет идеальной Тэсс». Спустя несколько лет она положительно отзывалась о Полански, отметив, что он относился к ней «с уважением и вёл себя как джентльмен», путешествовал с ней, водил в театр и дарил книги. Об уголовном преследовании Полански в США она сказала, что часть американского общества очень ханжеская и лицемерная: «Посмотрите, что они сделали с Чарли Чаплином. А теперь с Романом». В более позднем интервью 1999 года она сказала: «Я любила его, люблю и буду любить всегда», однако отметила, что с его стороны не было «совращения», а был «флирт».

### Кинокарьера
Дебютировала в фильме «Ложное движение» (1975) немецкого кинорежиссёра Вима Вендерса. В этой картине по мотивам романа Гёте «Годы учения Вильгельма Мейстера» она играла под своей настоящей фамилией — Накшиньски. Её заметила на дискотеке в Мюнхене жена Вендерса, актриса Лиза Крейцер, которая предложила Настасье сыграть немую роль Миньон. Сама Кински говорила, что её увидел Вендерс в рок-н-рольном клубе, где она по воскресеньям танцевала с подругами, и предложил сыграть в кино. По её словам, Вендерс не знал, кто она, поскольку тогда она носила фамилию Накшиньски. Он взял её телефон, позднее она забыла о разговоре, но люди Вендерса постоянно звонили ей. Кински сказала, что она согласилась сниматься в основном из-за денег, хотя гонорар был небольшой, но для неё это была крупная сумма, ей и её матери были нужны эти деньги. За свою первую роль она была удостоена кинематографической награды Германии Deutscher Filmpreis в категории «за выдающиеся достижения», разделив её с Лизой Крейцер, Ханной Шигуллой и Марианной Хоппе. Кински вспоминала, что она была знакома с Вендерсом с 12 с половиной лет, а её первый фильм был для неё просто «приключением» и «путешествием», камеру она не замечала.
В фильме «Аттестат зрелости» (1977) из немецкого телесериала «Место преступления» (Tatort) режиссёра Вольфганга Петерсена она исполнила роль школьницы, состоящей в любовной связи с женатым преподавателем. Кински была награждена премией «Бэмби». В своей первой англоязычной картине — фильме ужасов британской студии Hammer Film «Дочь Сатаны» (1977) с Кристофером Ли Кински играла молодую монахиню — жертву сатанинского культа. В 1978 году в фильме «Такая, как ты есть», где её партнёром был Марчелло Мастроянни, сыграла роль девушки — любовницы взрослого человека, который выдавал её за дочь и, возможно, действительно был её отцом. В этом же году вышла немецкая кинокомедия «Отель „Цветок страсти“», где она получила свою первую главную роль. Несмотря на свой юный возраст, во всех этих картинах Кински появлялась обнажённой. Позднее она сказала, что ей хотелось бы «найти каждую копию этих фильмов и сжечь их». В 1977 и 1978 годах она получила золотые награды «Otto» от журнала «Bravo» в категории «кинозвезда», в 1979 году — серебряную.
В 1976 году Кински познакомилась с кинорежиссёром Романом Полански, который предложил ей пройти курсы актёрского мастерства в актёрской студии Ли Страсберга в Лос-Анджелесе, куда она затем переехала на шесть месяцев. В 1979 году Полански начал экранизацию романа Томаса Харди «Тэсс из рода д’Эрбервиллей» и пригласил Кински сыграть главную роль в картине «Тэсс». Для подготовки к роли Кински провела несколько месяцев в английском графстве Дорсет и в Национальном театре Лондона, чтобы приобрести правильное произношение и избавиться от своего акцента. В Дорсете она жила на ферме, где работала и доила коров, как это делала героиня фильма. Полански не поехал с нею в Англию из-за опасений, что его выдадут американскому правосудию. В картине она сыграла инфантильную девушку из бедной крестьянской семьи, изнасилованную своим предполагаемым кузеном, вынужденную жить с ним, а затем убившую его. Как вспоминала Кински, во время съёмок они решили, что картина не будет выходить в США. «Забудь об Америке», — сказал ей Полански. Однако фильм получил успех как в американском кинопрокате, так и у критиков, и актрису пригласили присутствовать на церемонии вручения «Оскаров». В своём интервью после выхода фильма актриса отмечала, что у неё был похожий жизненный опыт и она может отождествить себя с Тэсс.
Роль Тэсс, за которую Кински получила премию «Золотой глобус» (в номинации «Лучший дебют актрисы») и номинацию на «Сезар», принесла ей известность и вывела на мировой уровень. Хотя в 1981 году фильм был выдвинут на кинопремию «Оскар» по шести номинациям, тем не менее, Полански премии не получил. По мнению Дэвида Денби, Кински особенно удалась сцена, где Алек угощает Тэсс клубникой: она хочет съесть ягоду, но боится молодого человека, поскольку не знает, что может означать его предложение. В том же году Кински появилась обнажённой в объятиях питона на постере известного фотографа Ричарда Аведона.

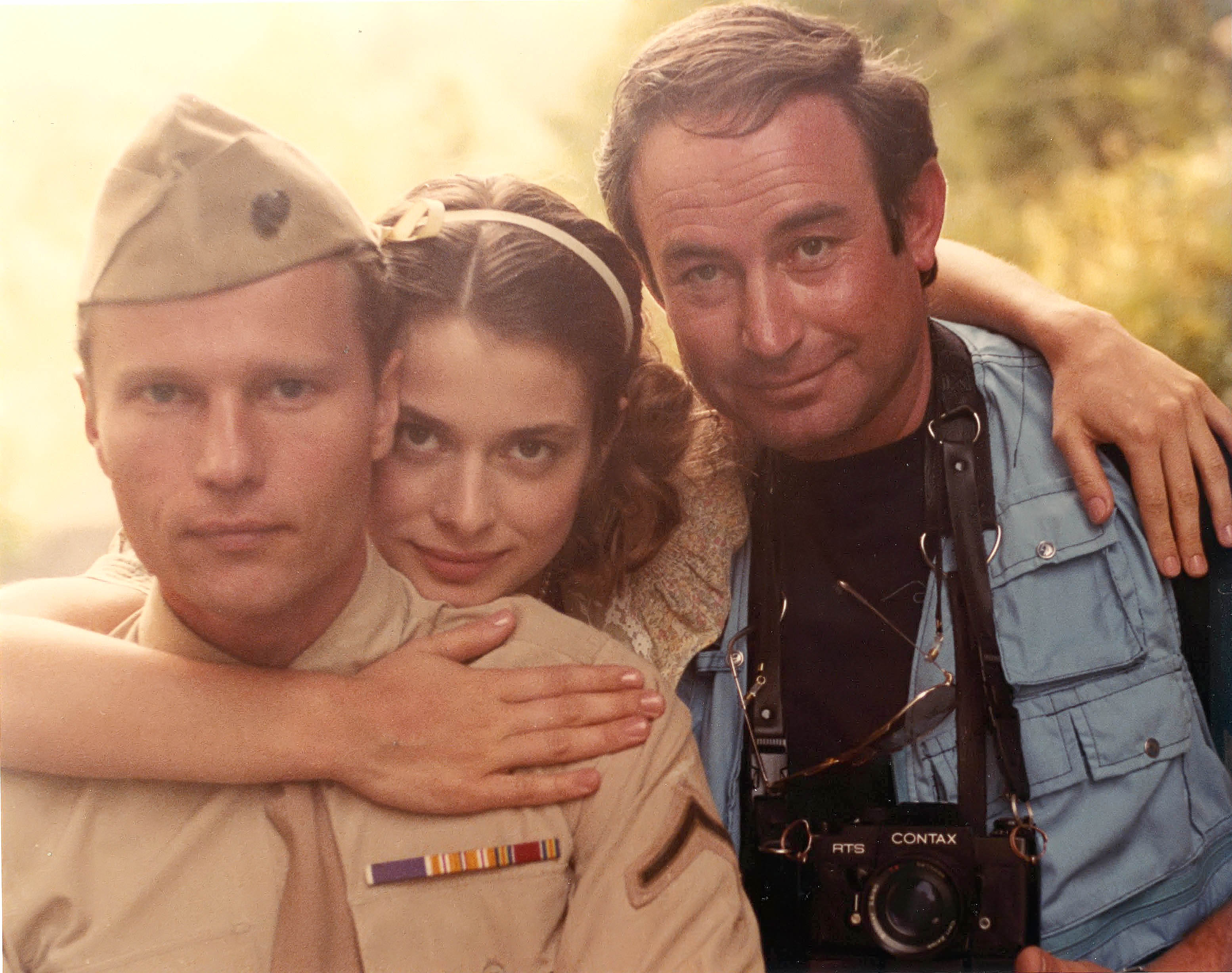
Джон Сэвидж, Настасья Кински и Йони Хаменахем на съёмках фильма «Возлюбленные Марии» (1984)

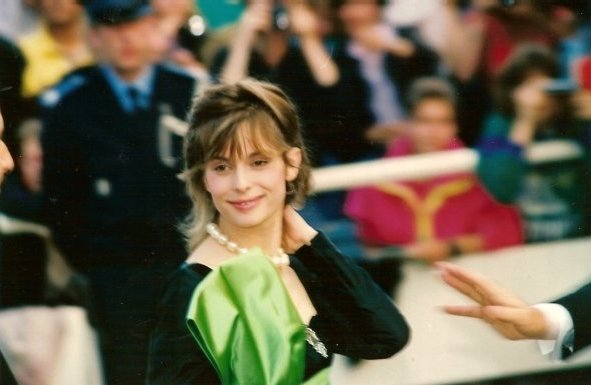
Настасья Кински на Каннском кинофестивале (1990)

На Каннском кинофестивале Кински познакомилась с режиссёром Френсисом Фордом Копполой, который позднее предложил ей сыграть в картине «От всего сердца» (1982) роль цирковой канатоходки Лейлы. В беседе с Копполой она рассказала, что в детстве дважды участвовала в цирковых выступлениях: в 12-летнем возрасте со слоном и позднее с дрессировщиком тигров, другом её матери. Американский кинокритик Роджер Эберт писал, что красота Кински стала более зрелой, чем в «Тэсс». Высокобюджетный фильм, для съёмок которого режиссёр заказал дорогостоящие декорации, провалился в прокате. Актриса позднее сравнивала Копполу с маленьким мальчиком: «Это напоминает мне ребёнка, который говорит: „Я хочу, чтобы мне построили замок“… Деньги не имеют значения».
В фильме ужасов режиссёра Пола Шредера «Люди-кошки» (1982), поставленному по одноимённой картине Жака Турнёра, героиня Кински, молодая девушка, после долгой разлуки встречается со своим братом. Тот сообщает ей, что оба они являются оборотнями, способными убивать обычных человеческих любовников. Затем он пытается соблазнить или изнасиловать её. По мнению кинокритика Дэвида Денби, картина уступает оригинальному фильму из-за кровавых сцен насилия, а Шредер так преобразовал литературный первоисточник, чтобы пробудить фрейдистские ужасы — секс как уничтожение, как абсолютное табу. Однако, считает Денби, Кински больше похожа на кошку, чем Симона Симон, исполнительница главной роли в оригинале. Девственная и со смутной боязнью секса, она одёргивает свою старомодную одежду, жмурится, говорит робким голосом и осторожно флиртует — но когда она раздевается, то обретает гордую позу хищника — «без сомнения, у нее самая сексуальная осанка в истории кино». Денби также отметил «необычайную красоту» актрисы. Напротив, критик Джеймс Уолкотт говорил, что Кински великолепно выглядит на снимках Аведона, но на экране смотрится немного смущённой и несмелой. Её неловкое смущение — часть её очарования, пишет он, но смотреть на попытки актрисы изобразить страсть становится неудобно. Роджер Эберт высоко оценивал игру Кински в этой картине. Кински получила за эту роль номинацию на американскую премию в области кинофантастики «Сатурн».
Кински планировала сыграть в картине польского режиссёра Анджея Жулавского по рассказу Достоевского об актрисе, которая состоит в любовной связи со многими мужчинами. Однако позднее она отказалась от съёмок.
В 1983 году вышла картина Джеймса Тобэка «На виду», где Кински снималась с артистом балета Рудольфом Нуреевым и Харви Кейтелем. Кински выступила в роли фотомодели, которую в качестве приманки для террориста использовал представитель спецслужб. В работе съёмочной группы принимал участие будущий муж актрисы Ибрагим Муса. По словам кинорецензента «New York Times» Джанет Маслин, Кински в фильме выглядит «настолько оживлённой и своенравной», что это не вяжется с её образом «пешки в руках спецслужб». По мнению Джеймса Уолкотта, большой победой Тобэка стало то, что он сумел «разморозить» Кински как актрису, пробудив её из состояния «транса», в котором она пребывала в «Людях-кошках» и «От всего сердца». Как сказал Тобэк, он написал сценарий специально для Кински.
В фильме «Весенняя симфония» она сыграла пианистку Клару Вик, жену немецкого композитора Роберта Шумана, второй раз получив премию Deutscher Filmpreis в категории «За выдающиеся достижения».

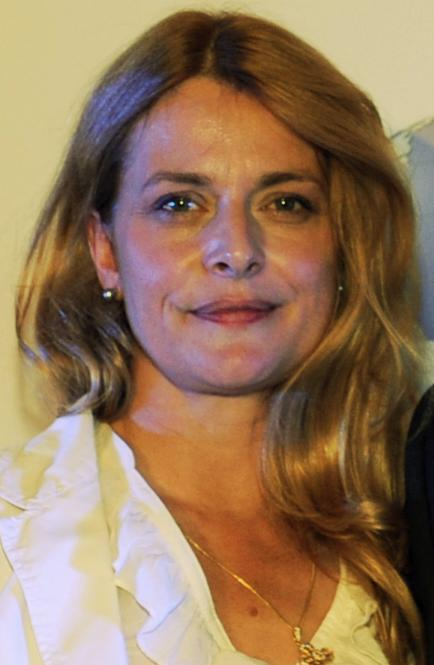
Настасья Кински в 2009 году

В 1984 году Кински снялась в артхаусном фильме «Париж, Техас» Вендерса и ленте «Возлюбленные Марии» Андрея Кончаловского. В картине Кончаловского, снятой по мотивам повести Андрея Платонова «Река Потудань», у Кински роль молодой жены американского солдата, вернувшегося с войны, который слишком любит её, чтобы спать с ней, и уходит от неё. Её персонаж, Мария, беременеет от путешествующего гитариста, однако в итоге воссоединяется с мужем. По мнению самого режиссёра, для Кински «роль Марии оказалась знаменательной». Фильмы «Отель „Нью-Хэмпшир“», «Клянусь в неверности», «Революция» (с Аль Пачино) не получили успеха в американском кинопрокате.
После почти двухлетнего перерыва актриса сыграла в 1987 году в картине французского кинорежиссёра Жака Дере «Болезнь любви». За исполнение роли она была во второй раз номинирована на премию «Сезар» в категории «лучшая актриса». В 1988 году была членом жюри Каннского кинофестиваля.
В конце 1980-х — начале 1990-х годов снималась в итальянских фильмах. В 1989 году в Италии исполнила роль в экранизации повести Тургенева «Вешние воды».
В 1991 году Кински снялась в советско-швейцарском фильме «Униженные и оскорблённые» по роману Достоевского режиссёра Андрея Эшпая. В картине, продюсером которой был её муж Ибрагим Муса, у Кински была роль Наташи Ихменевой. По словам Эшпая, Мусе, который был членом жюри Московского кинофестиваля, рассказали о его замысле снять фильм. Муса одобрил идею, и Кински, «большая поклонница Достоевского», согласилась сниматься, что режиссёр считал большой удачей. Эшпай, вспоминая съёмки с Кински, называл её «потрясающей актрисой», он говорил: «Меня поразила тогда больше всего эта абсолютная беспощадность к себе… она никогда не жалела себя, абсолютно никогда, ни в чем, до конца», «демократичный, общительный, скромный человек».
В 1993 году в третий раз сыграла у Вима Вендерса в картине «Так далеко, так близко!». С середины 1990-х годов часто снимается в американских фильмах преимущественно во второстепенных ролях. В американском боевике «Скорость падения» (1994), который получил низкую оценку критиков, она играла роль бывшего агента КГБ, вместе с персонажем Чарли Шина спасающего советское золото. В середине 90-х она появилась в нескольких телесериалах, играя незначительные роли. Некоторое внимание привлекли её роли в лентах «Свидание на одну ночь» (1997), «Нарушительница» (1999), «Американская рапсодия» (2001). В 1997 году Настасья Кински сыграла в телефильме Дэвида Грина «Крёстная мать», снятом по повести Линды Ла Планте «Лучшая половина мафии». В этом фильме Кински сыграла простую девушку Софию, у которой был роман с сыном одного из королей преступного мира Сицилии — дона Роберто Лучано.
Последним появлением Кински в кино стал эпизод в картине Дэвида Линча «Внутренняя империя» (2006), где более продолжительная сцена с её участием, по словам режиссёра, была исключена при монтаже. В 2008 году режиссёр Квентин Тарантино вёл переговоры с Кински по поводу её возможного участия в съёмках фильма «Бесславные ублюдки», однако в итоге эту роль получила актриса Дайан Крюгер. В 2011 году Кински стала членом Американской киноакадемии.

### Личная жизнь

Настасья Кински с отцом. Мюнхен, 1972. Фотография с обложки книги Kinski Uncut: The Autobiography of Klaus Kinski

В 1976 году, когда Кински было 15 лет, она состояла в отношениях с режиссёром Романом Полански, которому было 43 года. Полански подтвердил эту связь в 1994 году в интервью Диане Сойер. Однако в интервью 1999 года Кински сказала, что никакого романа не было, а был лишь флирт.
В начале 1980-х годов соседкой Кински по дому была начинающая модель Деми Мур, которая по её совету решила стать актрисой.
В июле 1984 года Кински родила сына Алёшу. Спустя два месяца после его рождения Кински вышла замуж за кинопродюсера египетского происхождения Ибрагима Мусу (Ibrahim Moussa), который был старше её на 15 лет. Она познакомилась с Мусой во время съёмок фильмов «Люди-кошки» и «От всего сердца», когда Муса работал в MGM и предложил ей дом для ночёвки. Кински говорила: «Мы жили вместе, как брат и сестра в доме Ибрагима в Лос-Анджелесе. Это было года два или три назад, и с течением времени мы стали больше, чем друзья» В 1986 году они переселились в Швейцарию, где у них родилась дочь Соня (Sonia Leila), ныне — фотомодель. В 1990 году Муса выступил продюсером фильма «Униженные и оскорблённые», в котором играла Кински. В 1992 году они разошлись, Муса начал судебный процесс за право воспитывать детей. Кински обвиняла его в «похищении» детей, сам Муса говорил, что дети лишь несколько дней гостили у него в Египте, чтобы повидать дедушку. Вместе с тем Кински отмечала, что хотя её супруг был мусульманином, он был «современным и прогрессивным человеком», не вынуждал её менять веру и не стеснял в выборе одежды. Своим детям от Мусы она дала русские имена; она говорила, что хотела детей с момента первой влюблённости, семья и дети — это «всё в её жизни», и в Советском Союзе ей нравится «чувство семьи».
Её отец, Клаус Кински, опубликовал мемуары «Kinski Uncut» (1988), где намекал, что вступал в кровосмесительную связь с дочерью, когда она была подростком (сама актриса называла это ложью). В интервью 1982 года актриса говорила, что любит отца, однако был период, когда он вёл себя «странно» и они не разговаривали, и в целом Клаус является «странным человеком». В интервью 1999 года Кински сказала, что она не почувствовала сожаления, когда её отец умер, и не была на его похоронах. В январе 2013 года Кински прокомментировала признание другой дочери Клауса — Полы Кински — в том, что отец насиловал её в детском и подростковом возрасте: «Я на стороне сестры, я поддерживаю её. Я глубоко потрясена. Но я горжусь тем, что она нашла силы для написания этой книги. Я знаю содержание, я читала. И я долго плакала». Кински также сказала, что отец не насиловал её, но пытался это сделать.
В 1991—1997 годах Кински жила с американским композитором Куинси Джонсом, который был старше её на 28 лет. В 1993 году она родила от него дочь Кению Кински-Джонс. Кузина Настасьи Кински — Лара Накшиньски, единокровные брат и сестра — Николай Кински и Пола Кински также являются актёрами. Кински владеет немецким, английским, французским, итальянским и русским языками. В интервью 1982 года Кински сказала, что любит русскую литературу и русских, которых назвала своим «любимым народом».
В 1997 году Кински находилась в отношениях с женатым продюсером Джонатаном Крейном. На протяжении своей карьеры она также встречалась с Полом Шредером, Жан-Жаком Бейне, Робом Лоу, Джоном Войтом, Жераром Депардье, Дадли Муром, Милошем Форманом и Вимом Вендерсом. В 2012 году она встречалась с актёром Риком Юном.

## Фильмография

### Кино
| Год  | Русское название            | Оригинальное название                | Персонаж                     |
| ---- | --------------------------- | ------------------------------------ | ---------------------------- |
| 1975 | Ложное движение             | Falsche Bewegung                     | Миньона                      |
| 1976 | Дочь Сатаны                 | To the Devil a Daughter              | Кэтрин Беддоус               |
| 1978 | Отель «Цветок страсти»      | Leidenschaftliche Blümchen           | Дебора Коллинс               |
| 1978 | Оставайся собой             | Cosi` come sei                       | Франческа                    |
| 1979 | Тэсс                        | Tess                                 | Тэсс                         |
| 1982 | От всего сердца             | One from the heart                   | Лейла                        |
| 1982 | Люди-кошки                  | Cat people                           | Ирена                        |
| 1983 | Весенняя симфония           | Frühlingssinfonie                    | Клара Шуман                  |
| 1983 | На виду                     | Exposed                              | Элизабет Карлсон             |
| 1983 | Луна в сточной канаве       | La Lune dans le caniveau             | Лоретта                      |
| 1984 | Клянусь в неверности        | Unfaithfully yours                   | Даниэлла Истман              |
| 1984 | Отель «Нью-Хэмпшир»         | The Hotel New Hampshire              | Сьюзи                        |
| 1984 | Париж, Техас                | Paris, Texas                         | Джейн Хендерсон              |
| 1984 | Возлюбленные Марии          | Maria’s lovers                       | Мария                        |
| 1985 | Гарем                       | Harem                                | Дайен                        |
| 1985 | Революция                   | Revolution                           | Дейзи                        |
| 1987 | Болезнь любви               | Maladie d’amour                      | Джульетта                    |
| 1989 | Тихая ночь                  | Silent night                         | Джоэль                       |
| 1989 | Вешние воды                 | Acque di primavera                   | Мария Полозова               |
| 1989 | В лунную ночь               | In una notte chiaro di luna          | Джоэль                       |
| 1990 | Рассвет                     | L' Alba                              | Карин                        |
| 1990 | Секрет                      | Il Segreto                           | Лусия                        |
| 1990 | И свет во тьме светит       | Il Sole anche di notte               | Кристина дель Карпио         |
| 1991 | Униженные и оскорблённые    |                                      | Наташа Ихменева              |
| 1992 | В моей комнате              | In camera mia                        | Настенька                    |
| 1992 | Блондинка                   | La Bionda                            | Кристина                     |
| 1993 | Так далеко, так близко!     | In weiter Ferne, so nah!             | Рафаэлла                     |
| 1994 | Заложники                   | Crackerjack                          | Катя                         |
| 1994 | Скорость падения            | Terminal velocity                    | Крис Морроу (Христа Молдова) |
| 1996 | Кто-то ждёт                 | Somebody is waiting                  | Шарлотта Эллис               |
| 1996 | Кольцо                      | The Ring                             | Ариана фон Готхард           |
| 1997 | День отца                   | Fathers’ day                         | Коллет Эндрюс                |
| 1997 | Грустный мальчик            | Little Boy Blue                      | Кейт Уэст                    |
| 1997 | Свидание на одну ночь       | One night stand                      | Карен                        |
| 1998 | Ciro norte                  | Ciro norte                           |                              |
| 1998 | Спаситель                   | Savior                               | Мария Роуз                   |
| 1998 | Твои друзья и соседи        | Your friends & neighbors             | Черри                        |
| 1999 | Коварный план Сьюзан        | Susan’s plan                         | Сьюзан Холланд               |
| 1998 | Превратности любви          | Playing by heart                     | в титрах не указана          |
| 1999 | Дорога в ад                 | The Lost son                         | Дебора Спитц                 |
| 1999 | Нарушительница              | The Intruder                         | Бэдж Мюллер                  |
| 2000 | Предел мечтаний             | The Magic of Marciano                | Кэти                         |
| 2000 | Роковые письма              | Red letters                          | Лидия Дэвис                  |
| 2000 | Таймшер                     | Time share                           | Джулия Уэйланд               |
| 2000 | Золотая пыль                | The Claim                            | Елена Бёрн                   |
| 2001 | Ледяное сердце              | Cold heart                           | Линда Кросс                  |
| 2001 | Город и деревня             | Town & country                       | Алекс                        |
| 2001 | Американская рапсодия       | An American rhapsody                 | Маргит Сандор                |
| 2001 | Ни слова больше             | Say nothing                          | Грейс Нидхэм                 |
| 2001 | Анатомия порока             | Diary of a sex addict                | Джейн Бардо                  |
| 2001 | Вдали от городов            | Beyond the city limits               | Миша                         |
| 2001 | Для убийцы                  | .com for murder                      | Сондра Бруммель              |
| 2003 | Рай обретённый              | Paradise found                       | Метт Гоген                   |
| 2004 | Точная копия                | А ton image                          | Матильда                     |
| 2006 | Внутренняя империя          | Inland Empire                        | Леди                         |
| 2007 | Ещё кое-что из случившегося | More Things That Happened            | Леди                         |
| 2011 | Сладость                    | Sugar                                | сестра Надя                  |
| 2012 | Ночью появляются звёзды     | Il turno di notte lo fanno le stelle | Соня                         |

### Телевидение
| Год  | Русское название                                | Оригинальное название    | Персонаж           |
| ---- | ----------------------------------------------- | ------------------------ | ------------------ |
| 1977 | Аттестат зрелости (сериал «Место преступления») | Tatort — Reifezeugnis    | Зина Вольф         |
| 1996 | Кольцо                                          | The Ring                 | Ариана фон Готтард |
| 1997 | Крёстная мать                                   | Bella Mafia              | София Лучано       |
| 1999 | Карантин                                        | Quarantine               | Гален Бронти       |
| 2000 | Летний шторм                                    | A Storm in Summer        | Глория Росс        |
| 2001 | День конца света                                | The Day the world ended  | Дженифер Стиллман  |
| 2001 | Что скрывает прошлое                            | Blind Terror             | Сьюзен Брайс       |
| 2002 | Прогулка по городу                              | All Around the Town      | Карен Грант        |
| 2003 | Опасные связи                                   | Les Liaisons dangereuses | Мария де Турвель   |
| 2004 | Мадемуазель Мушкетёр                            | La Femme Musketeer       | Леди Болтон        |

### Интервью
- Интервью РТР, программа «Синемания»
- Interview by Jodie Foster // Film Comment, September 1982.
- Wayne Warga. A Late Date With Nastassia Kinski// Cosmopolitan, 1982.
- John Simon. Kinski // Rolling Stone, 27 мая 1982.
- Time Out London № 1244. — 1993 (перепечатано в Time Out Москва № 40 / 8 — 14 октября 2007).
- Cameron Docherty. Interview: Nastassja Kinski — Still a daddy’s girl … // The Independent, 26 September 1997.
- Suzie Mackenzie. Daddy’s Girl // The Guardian, 3 июля 1999.
- David Jenkins. Kith and Kinski Архивная копия от 30 октября 2008 на Wayback Machine // The Daily Telegraph, 8 января 2001.
- David Thomas. The doe-eyed tearaway Архивировано 5 ноября 2012 года. // The Daily Telegraph, 23 мая 2002.
- Ashwin Pinto. I want to do different things, or rather — do things differently // Indiantelevision.com (Andheri, Mumbai, Indien), 23 августа 2003.

### Фотографии
- Кински в детстве